# Pordenowo
Pordenowo (niem. Pordenau) – wieś w Polsce położona w województwie pomorskim, w powiecie malborskim, w gminie Lichnowy, na obszarze Wielkich Żuław Malborskich.
W latach 1975–1998 miejscowość administracyjnie należała do województwa elbląskiego.
We wsi był przystanek kolei wąskotorowej Pordenowo.
Zabytki
Według rejestru zabytków NID na listę zabytków wpisany jest dom podcieniowy nr 36, 1811, k. XIX, nr rej.: A-1571 z 13.11.1995.